# Franco von Hückeswagen
Franco von Hückeswagen (erwähnt 1240 bis ca. 1277), auch Frank von Hukenwald bzw. von Vriburch war als Nachkomme der Grafen von Hückeswagen Landesherr in Mähren (Lachei).
Franco von Hückeswagen war ein Sohn des Arnold von Hückeswagen und dessen Frau Adela. Zusammen mit seinem Bruder Heinrich verkaufte er die Grafschaft Hückeswagen an die Grafen von Berg. Am 6. Juli 1260 verzichteten die beiden auf alle Erbansprüche gegenüber Margarete von Berg. Die historischen Quellen zeichnen Franco als eher schwachen Landesherrn in Mähren. Große Teile seines Besitzes – neben Hückeswagen auch der in Mähren – gingen der Familie verloren. Zwischen 1250 und 1260 verkaufte er die Herrschaft Hukenwald sowie das Städtchen Frideberch mit 40 Lahn an Bischof Bruno von Schauenburg, der ihn mit dem westlichen Teil der Herrschaft einschließlich des Städtchens Vriburch belehnte. Seit dieser Zeit gebrauchten er und seine Nachkommen das Prädikat comes de Vriburch (Graf von Freiberg). Das Kirchpatronat in Vriburch sowie 50 Lahn zur Gründung eines neuen Dorfes (am wahrscheinlichsten Theodorici villa bzw. Dětřichovice, heute Mniší, Drnholec nad Lubinou und Větřkovice) überließ er dem Zisterzienserstift Velehrad.
Mit seiner Frau Troizlava hatte er zwei Söhne: Bludo und Heinrich de Vriburch. Franco verstarb vor 1277.